# تاج مرصع

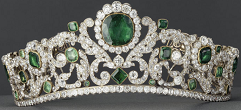
تاج مرصع موجود في متحف اللوفر خاص بالدوقة ماري تيريز شارلوت مرصع بالزمرّد والألماس.

التاج المرصع أو التِيرة صنف من أصناف التيجان المزخرفة والمزينة بالمجوهرات، والتي عادةً ما تضعها النساء على رؤوسهن. توضع التيرات في المناسبات الرسمية، وخاصة عندما تستلزم المناسبة ارتداء ملابس السهرة.
يعود أصل كلمة تيرة إلى الفارسية، إذ كانت هذه الكلمة تستخدم للإشارة إلى زينة الرأس المدببة بشكل كبير التي كانت توضع على رؤوس كسرى ملوك الفرس المطوقة بالديادم (عصابات رأس للزينة ذات لون أبيض وأرجواني)؛ حالياً تستخدم الكلمة لوصف أي شكل من زينة غطاء الرأس.
يتداخل استخدام كلمة تيرة مع ديادم؛ وغالباً ما توصف جميعها حالياً باستخدام كلمة تاج.